# Георгиос Папандреу-младши
Георгиос Папандреу (на гръцки: Γιώργος Παπανδρέου) е гръцки политик, министър-председател на Гърция през 2009 – 2011 г.

## Биографични данни
Произхожда от рода Папандреу, който е сред най-влиятелните в гръцката политика – той е син и внук на 2 министър-председатели на Гърция – Андреас Папандреу и Георгиос Папандреу-старши.
Роден е на 16 юни 1952 като Джефри Папандреу в Сейнт Пол, Минесота в САЩ, където баща му Андреас Папандреу заема преподавателски пост в университета. Майка му е американката Маргарет Папандреу (моминско име Маргарет Чент). Образованието си Папандреу получава в училища в Торонто, Колежа Амхърст в Масачузетс, Стокхолмския университет, Лондонското училище по икономика и Харвардския университет. Той е бакалавър по социология от Колежа Емърст и магистър по социология от Лондонското училище по икономика.
Бил е изследовател по проблемите на имиграцията в Стокхолмския университет в периода 1992 – 1993 г. Член е на Центъра за международни отношения на Харвардския университет в периода 1992 – 1993 г. Освен гръцки и английски, владее и шведски език.
През 2002 г. е удостоен с титлата Почетен доктор на Колежа Емърст, а през 2006-а обявен за Бележит професор от Центъра по елинистика на Щатския колеж за наука и изкуство на Джорджия.
Баща му учи и работи като професор по икономика от 1939 до 1959 г., след което се завръща в родната си Гърция и започва активна политическа дейност. Дядото на Папандреу е два пъти министър-председател на Гърция.
Младият Папандреу идва в Гърция след падането на военната хунта и възстановяването на демокрацията през 1971 г. Тогава става и активист на партията на баща си Общогръцкото социалистическо движение (ПАСОК), а през 1984 г. и член на Централния комитет на ПАСОК.

## Политическа дейност
Георгиос Папандреу е избран за член на гръцкия парламент от район Ахея през 1981, годината, когато баща му става министър-председател.
През 1985 г. става зам.-секретар по въпросите на културата, Министър на образованието и религиозните въпроси през 1988 г., Зам-Министър на външините работи през 1993 г., през 1994 г. отново Министър на образованиеето и религиозните въпроси, след което отново Зам.-Министър на външните работи през 1996 г.
Бил е министър на народната просвета и религиозните въпроси два пъти (1988 – 1989 г. и 1994 – 1996 г.) и министър на външните работи на Гърция от 1999 до 2004 г. и от октомври 2009 г. до септември 2010 г.
От февруари 2004 г. е лидер на Общогръцкото социалистическо дивжение (ПАСОК), а през 2006 г. става председател на Социалистическия интернационал.
По време на втория си мандат като министър на образованието и религиозните въпроси, Папандреу става първият гръцки политик, който прави насърчителни стъпки към мюсюлманското малцинство в Тракия, като им определя 5% от университетските постове.
Папандреу получава множество награди и почетни отличия като признание за работата му за спазване на човешките права. Като Министър на външните работи смекчава високопарната националистическа риторика на баща си и установява близки отношения с Турция и Албания, които Гърция традиционно има враждебни взаимоотношения. Той работи неуморно по „Кипърския въпрос“, като усилията му спомагат за осъществяване на плана „Анан“. Папандреу, подобно на всички други политически лидери, е склонен да направи отстъпки от фундаменталната гръцка позиция, че турската и гръцката част на Кипър трябва да се обединят, приемайки, че това не би довело да първоначалното статукво на обединена държава Кипър. Все пак Република Кипър влиза в Европейския съюз и става негова пълноправна членка през 2004 г. Друг дипломатически проблем, върху чието решаване работи е намаляване на напрежението по отношение на Република Македония от началото на 90-те.
От 2004 г. до 2012 г. е председател на Общогръцкото социалистическо дивжение (ПАСОК), а през 2009 – 2011 – министър-председател.
През януари 2015 г. напуска ПАСОК и създава собствена партия „Движение на демократичните социалисти“, но на парламентарните избори тя не успява да достигне 3-процентния праг за влизане в законодателния орган.
Георгиос Папандреу понастоящем все още е председател на Социалистическия интернационал, на който пост е избран през 2006 г.